# Paulin Drašković
Paulin Drašković (rođen 1250., umro 1319.), bio je skradinski biskup sve do dana kada ga je ubio sin Marka Bribirskog.